# Giovanni Canestri
Giovanni Canestri (Castelspina, 30 settembre 1918 – Roma, 29 aprile 2015) è stato un cardinale e arcivescovo cattolico italiano.
Fu vescovo ausiliare di Roma dal 1961 al 1971, vescovo di Tortona dal 1971 al 1975, arcivescovo vicegerente della diocesi di Roma dal 1975 al 1984, arcivescovo metropolita di Cagliari dal 1984 al 1987 e arcivescovo metropolita di Genova dal 1987 al 1995.

## Biografia
Nacque a Castelspina, in provincia e diocesi di Alessandria, il 30 settembre 1918.

### Formazione e ministero sacerdotale
Nel 1929, all'età di undici anni, entrò nel seminario vescovile di Alessandria. Dopo la maturità classica, nel 1937 si trasferì a Roma, dove proseguì gli studi presso il Pontificio Seminario Romano Maggiore e conseguì la licenza in teologia presso la Pontificia Università Lateranense. In seguito, ottenne anche una laurea in utroque iure presso la Pontificia Università Lateranense e una in lettere all'Università Statale.
Il 12 aprile 1941 fu ordinato presbitero, nella basilica di San Giovanni in Laterano, da Luigi Traglia, arcivescovo titolare di Cesarea di Palestina, vicegerente della diocesi di Roma, in seguito cardinale
Prestò il suo servizio come vicario parrocchiale per alcuni mesi alla Garbatella e a Pietralata, quindi per nove anni a San Giovanni Battista de Rossi all'Alberone, nel quartiere romano Appio-Latino; durante gli anni della Seconda guerra mondiale si distinse per l'attenzione ai bisognosi. Nel 1950 fu nominato parroco della parrocchia dei Santi Ottavio e compagni martiri, nella borgata Ottavia. Dal 1951 al 1959 fu parroco di Santa Maria Consolatrice a Casal Bertone, ove si distinse per il suo impegno sacerdotale per i giovani.
Nell'agosto 1959 fu nominato direttore spirituale del Pontificio Seminario Romano Maggiore; al contempo fu insegnante di religione cattolica in diversi istituti scolastici romani.

### Ministero episcopale e cardinalato

#### Vescovo ausiliare di Roma
L'8 luglio 1961 papa Giovanni XXIII lo nominò vescovo titolare di Tenedo e vescovo ausiliare di Roma. Il 30 luglio seguente ricevette l'ordinazione episcopale per l'imposizione delle mani dal cardinale Luigi Traglia, Vicario generale per la diocesi di Roma, co-consacranti l'arcivescovo vicegerente Ettore Cunial e il vescovo Petrus Canisius Jean van Lierde, sacrista del Palazzo apostolico.

#### Vescovo di Tortona
Il 7 gennaio 1971 papa Paolo VI lo nominò vescovo di Tortona; succedette a Francesco Rossi, precedentemente dimessosi per motivi di salute.
Il 12 febbraio seguente fu ricevuto in udienza dal presidente della Repubblica Italiana Giuseppe Saragat per prestare il giuramento previsto dal concordato allora in vigore.
Il 6 marzo seguente prese possesso della diocesi.

#### Vicegerente della diocesi di Roma
L'8 febbraio 1975 Paolo VI lo richiamò a Roma in qualità di arcivescovo vicegerente della diocesi di Roma e contestualmente fu promosso arcivescovo titolare di Monterano; succedette a Luigi Rovigatti, deceduto il 13 gennaio precedente.

#### Arcivescovo di Cagliari
Il 22 marzo 1984 papa Giovanni Paolo II lo nominò arcivescovo metropolita di Cagliari; succedette al dimissionario Giuseppe Bonfiglioli. Il 19 aprile successivo, giovedì santo, prese possesso dell'arcidiocesi per procura, tramite mons. Pier Giuliano Tiddia, vescovo ausiliare e amministratore diocesano.
A Cagliari si occupò di importanti eventi ecclesiali: celebrò la prima giornata mondiale della gioventù a livello diocesano nella domenica delle palme del 1985 e annunciò la celebrazione del "Concilio plenario sardo" nell'aprile del 1987. Accolse inoltre la visita di papa Giovanni Paolo II in Sardegna nel 1985 e di madre Teresa di Calcutta nel 1986.

#### Arcivescovo di Genova

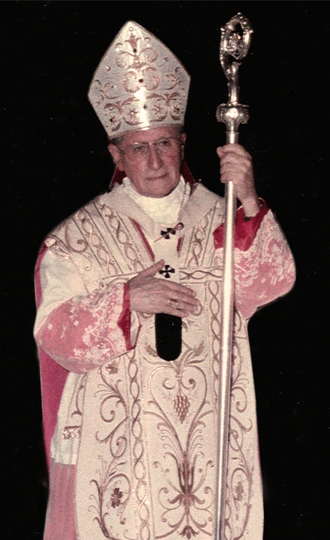
Il cardinale Giovanni Canestri nel 1992

Il 6 luglio 1987 papa Giovanni Paolo II lo trasferì all'arcidiocesi di Genova-Bobbio come successore del cardinale Giuseppe Siri, dimissionario per raggiunti limiti di età. Il 24 ottobre successivo prese possesso dell'arcidiocesi. Canestri fu arcivescovo di Genova-Bobbio fino al 1989, quando il territorio dell'antica diocesi di Bobbio passò alla diocesi di Piacenza. In seguito, rimase come arcivescovo di Genova fino al 1995.
Fu creato cardinale da papa Giovanni Paolo II il 28 giugno 1988, con il titolo di Sant'Andrea della Valle.
A Genova la sua azione pastorale fu diretta in particolare in favore dei bisognosi, con il riconoscimento della Caritas diocesana, l'attenzione per la catechesi e un piano pastorale di evangelizzazione e ascolto in una città in profonda trasformazione. A volte lo si incontrava su un bus di linea che andava in visita pastorale. Si deve a lui, tra le altre cose, l'impegno missionario dell'arcidiocesi genovese con l'apertura della missione del Guaricano, a Santo Domingo (Repubblica Dominicana), nell'anno 1992, ricordando così il quinto centenario dell'evangelizzazione del continente americano.
Durante l'episcopato genovese ebbe come segretario Guido Marini, in seguito Maestro delle celebrazioni liturgiche pontificie e vescovo di Tortona.
Il 20 aprile 1995 rinunciò al governo pastorale dell'arcidiocesi per raggiunti limiti di età; gli succedette Dionigi Tettamanzi, fino ad allora segretario generale della Conferenza Episcopale Italiana.
Da arcivescovo emerito tornò a risiedere a Roma, continuando il lavoro nelle congregazioni romane e conducendo nella discrezione una vita fondata su una profonda spiritualità.

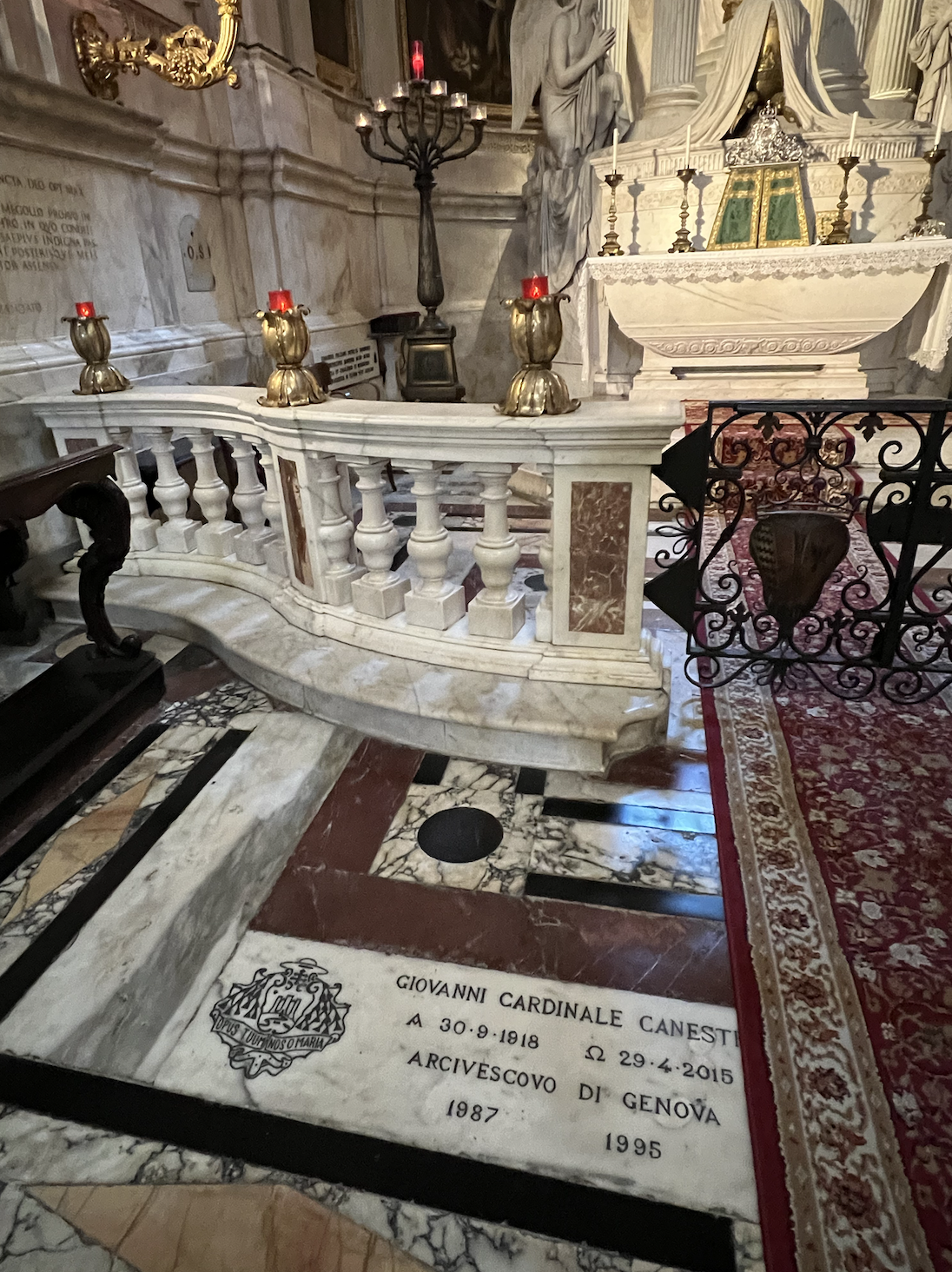
La tomba del cardinale Giovanni Canestri nella cattedrale di Genova

Morì a Roma, nel pomeriggio del 29 aprile 2015, all'età di 96 anni.
Le esequie sono state celebrate il 2 maggio alle ore 8.30 all'altare della cattedra della basilica di San Pietro. La liturgia esequiale è stata officiata dal cardinale Angelo Sodano, decano del Collegio cardinalizio. Al termine della celebrazione papa Francesco ha presieduto il rito dell'ultima commendatio e della valedictio.
Una seconda cerimonia funebre si è tenuta a Genova nella cattedrale di San Lorenzo il 4 maggio alle ore 16 ed è stata presieduta dal cardinale Angelo Bagnasco e concelebrata dai cardinali Domenico Calcagno, Mauro Piacenza e Dionigi Tettamanzi, dal patriarca Francesco Moraglia, dall'arcivescovo Antonio Guido Filipazzi e dai vescovi Nicolò Anselmi, Martino Canessa, Guido Gallese, Vittorio Lupi, Luigi Ernesto Palletti, Bassano Staffieri, Alberto Tanasini e Vittorio Francesco Viola.
Dopo la celebrazione la salma è stata tumulata nella stessa cattedrale presso l'altare del Santissimo Sacramento.

## Genealogia episcopale e successione apostolica
La genealogia episcopale è:
- Cardinale Scipione Rebiba
- Cardinale Giulio Antonio Santori
- Cardinale Girolamo Bernerio, O.P.
- Arcivescovo Galeazzo Sanvitale
- Cardinale Ludovico Ludovisi
- Cardinale Luigi Caetani
- Cardinale Ulderico Carpegna
- Cardinale Paluzzo Paluzzi Altieri degli Albertoni
- Papa Benedetto XIII
- Papa Benedetto XIV
- Papa Clemente XIII
- Cardinale Marcantonio Colonna
- Cardinale Giacinto Sigismondo Gerdil, B.
- Cardinale Giulio Maria della Somaglia
- Cardinale Carlo Odescalchi, S.I.
- Vescovo Eugène de Mazenod, O.M.I.
- Cardinale Joseph Hippolyte Guibert, O.M.I.
- Cardinale François-Marie-Benjamin Richard de la Vergne
- Cardinale Pietro Gasparri
- Cardinale Francesco Marchetti Selvaggiani
- Cardinale Luigi Traglia
- Cardinale Giovanni Canestri

La successione apostolica è:
- Vescovo Tarcisio Pillolla (1986)
- Vescovo Martino Canessa (1989)
- Vescovo Mario Oliveri (1990)
- Cardinale Luigi De Magistris (1996)